# Krämerbrücke
Die Krämerbrücke ist das älteste profane Bauwerk Erfurts und zählt zu den bekanntesten Wahrzeichen der Stadt mit einer beidseitigen, geschlossenen Brückenbebauung mit Fachwerkhäusern. Sie ist die längste durchgehend mit Häusern bebaute Brücke Europas. Die Fußgängerbrücke überspannt die hier „Breitstrom“ genannte Gera und verbindet den Benediktsplatz im Altstadtkern mit dem Wenigemarkt in der östlichen Altstadterweiterung.

## Geschichte und Konstruktion

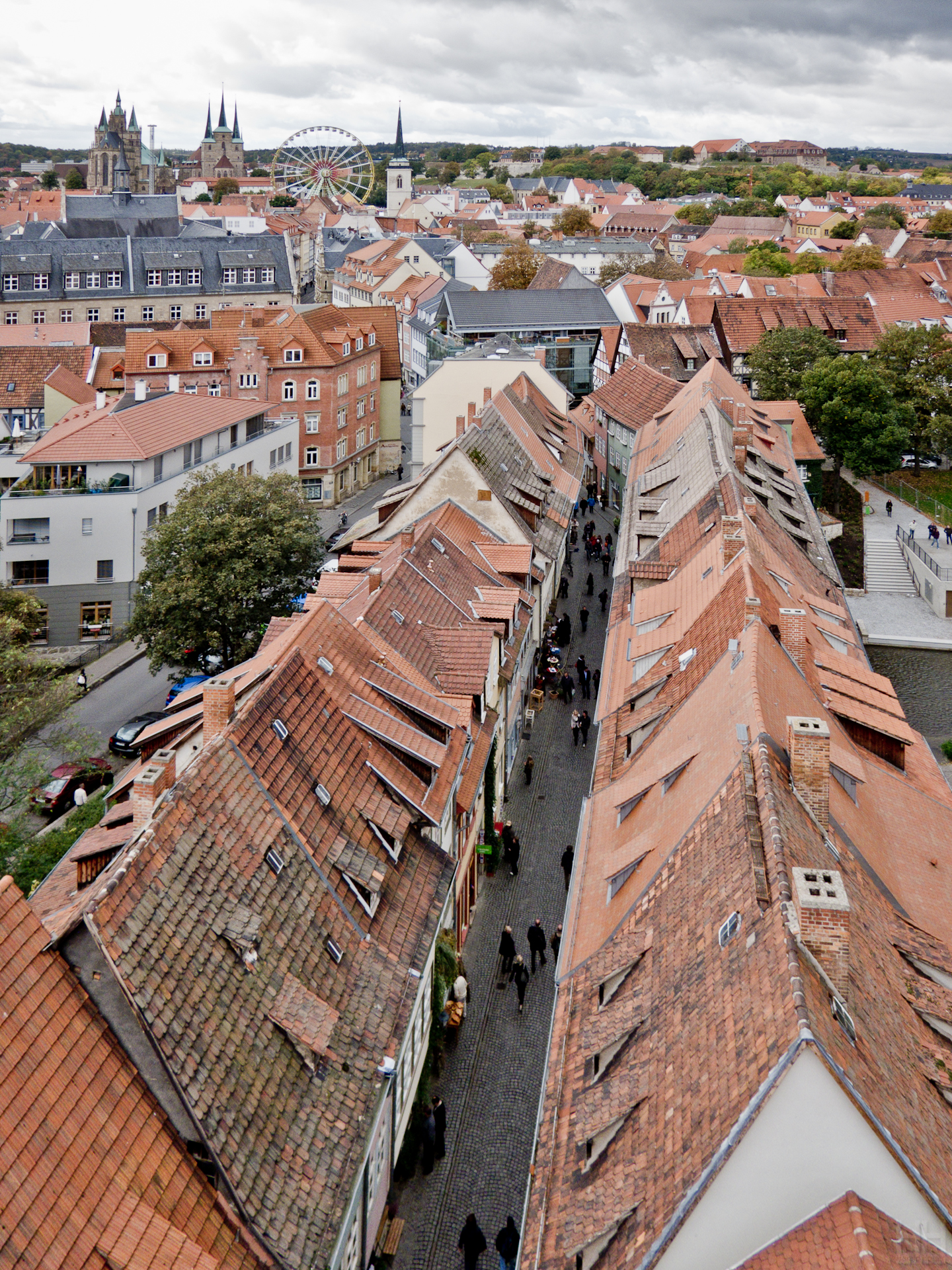
Krämerbrücke von der Ägidienkirche

Die Brücke entstand neben einer Furt durch die Gera und war Teil des west-östlichen Handelsweges Via Regia.
Ursprünglich als Holzbrücke über die Gera errichtet, wurde sie im Jahr 1117 nach der Zerstörung durch einen der vielen Brände erstmals erwähnt. Die erste urkundliche Bezeichnung der Brücke mit „pons rerum venalium“ ist für das Jahr 1156 nachweisbar. Schon auf der Holzbrücke hatten Händler links und rechts Krambuden aufgestellt.
Aufgrund wiederholter Brände in den Jahren 1175, 1178, 1213, 1222, 1245, 1265 und 1293 erwarb im Jahr 1293 der Rat zu Erfurt alle Brückenrechte von den Klöstern, um einen steinernen Neubau errichten zu können, der im Jahr 1325 mit unbewohnten Fachwerkbuden auf der Brücke fertiggestellt war. An den beiden Brückenköpfen wurden steinerne Kirchen mit Tordurchfahrten errichtet, am westlichen Ende die Benediktikirche und am östlichen die Ägidienkirche. St. Aegidien bestand schon zuvor als Brückenkapelle (1110 erstmals erwähnt).

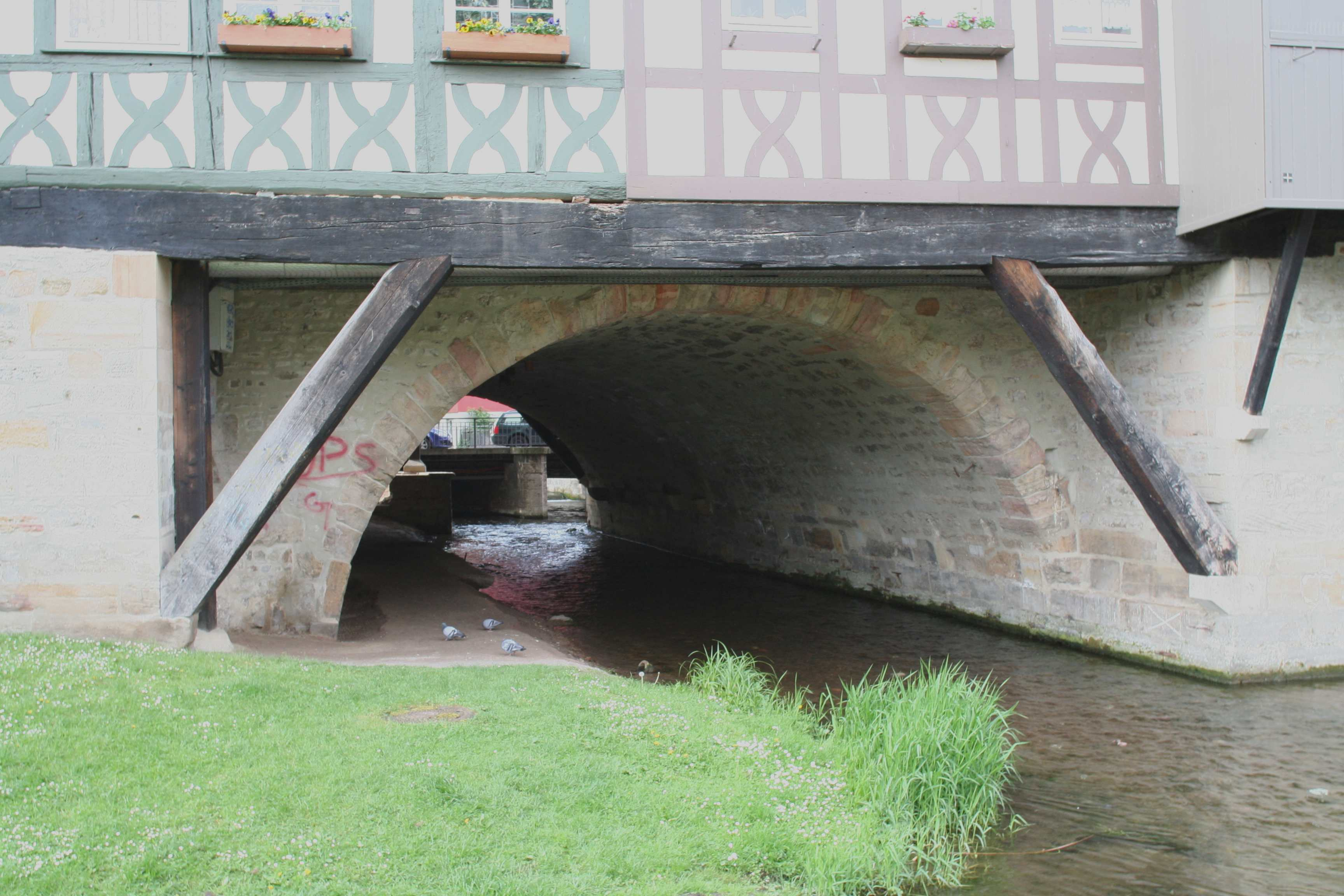
Krämerbrückengewölbe, davor das Sprengwerk

Die 79 m lange Gewölbebrücke wurde in Kalk- und Sandsteinmauerwerk errichtet und besteht seitdem aus sechs sichtbaren Tonnengewölben mit lichten Weiten von 4,8 m bis 7,8 m und einem Gewölbestich von 2,4 m bis 3,9 m. Die Gewölbebreite beträgt zwischen 19 m und 22 m, Scheitel und Kämpfer sind zwischen 40 cm und 50 cm dick.
Nach einem Stadtbrand im Jahre 1472, der die Hälfte der Stadt und die Häuser auf der Brücke zerstörte, wurde die Krämerbrücke in ihrer heutigen Form, allerdings mit 62 Fachwerkgebäuden, wiederaufgebaut. Um die dreigeschossigen, 13 m bis 15 m hohen Häuser bewohnbarer zu machen, wurde die Gebäudetiefe durch neben den Brückengewölben angeordnete hölzerne Sprengwerke vergrößert. Die Breite der 1486 fertiggestellten Brücke beträgt seitdem ungefähr 26 m bei einer lichten Weite von 5,5 m zwischen den Hausfluchten. Spätestens seit 1510 war der Name Krämerbrücke üblich.
Bis zum 18. Jahrhundert nahm die Anzahl der Häuser auf der Brücke durch Gebäudevereinigungen und Neubauten nach Brandschäden auf 38 ab, heute sind es noch 32 Wohnhäuser. Die Benediktikirche wurde 1807 verkauft und 1810 für den Bau eines Wohnhauses abgebrochen. Der Kirchturm musste 1895 der neuen parallel verlaufenden Rathausbrücke weichen, einen Abbruch der gesamten Brücke zog die Stadt auch in Erwägung.
Die Häuser 12 und 13 wurden aufgrund von Schäden aus dem Zweiten Weltkrieg (US-amerikanischer Artillerie-Beschuss im April 1945) im Jahre 1952 abgerissen und neu errichtet. Dabei zeigten sich an den hölzernen Sprengwerken, auch der benachbarten Gebäude 11 und 14, so große Schäden, dass diese ausgewechselt werden mussten. Dazu waren für die Joche 11,5 m lange Stämme mit einem Querschnitt von 48 cm × 36 cm beziehungsweise 26 cm × 36 cm einzubauen, deren Beschaffung im Jahr 1952 aufwändig war und Monate dauerte.
Aufgrund ihrer besonderen Bedeutung für die Stadt- und die allgemeine Baugeschichte wurde der Krämerbrücke auch in der DDR besondere Denkmalpflege zuteil. So wurden von 1967 bis 1973 alle Häuser restauriert. Umfangreiche Instandsetzungen der Gewölbebrücke fanden 1985/1986 und 2002 statt. Seitdem darf das Bauwerk von Fahrzeugen mit einer Achslast von maximal 11 Tonnen befahren werden.

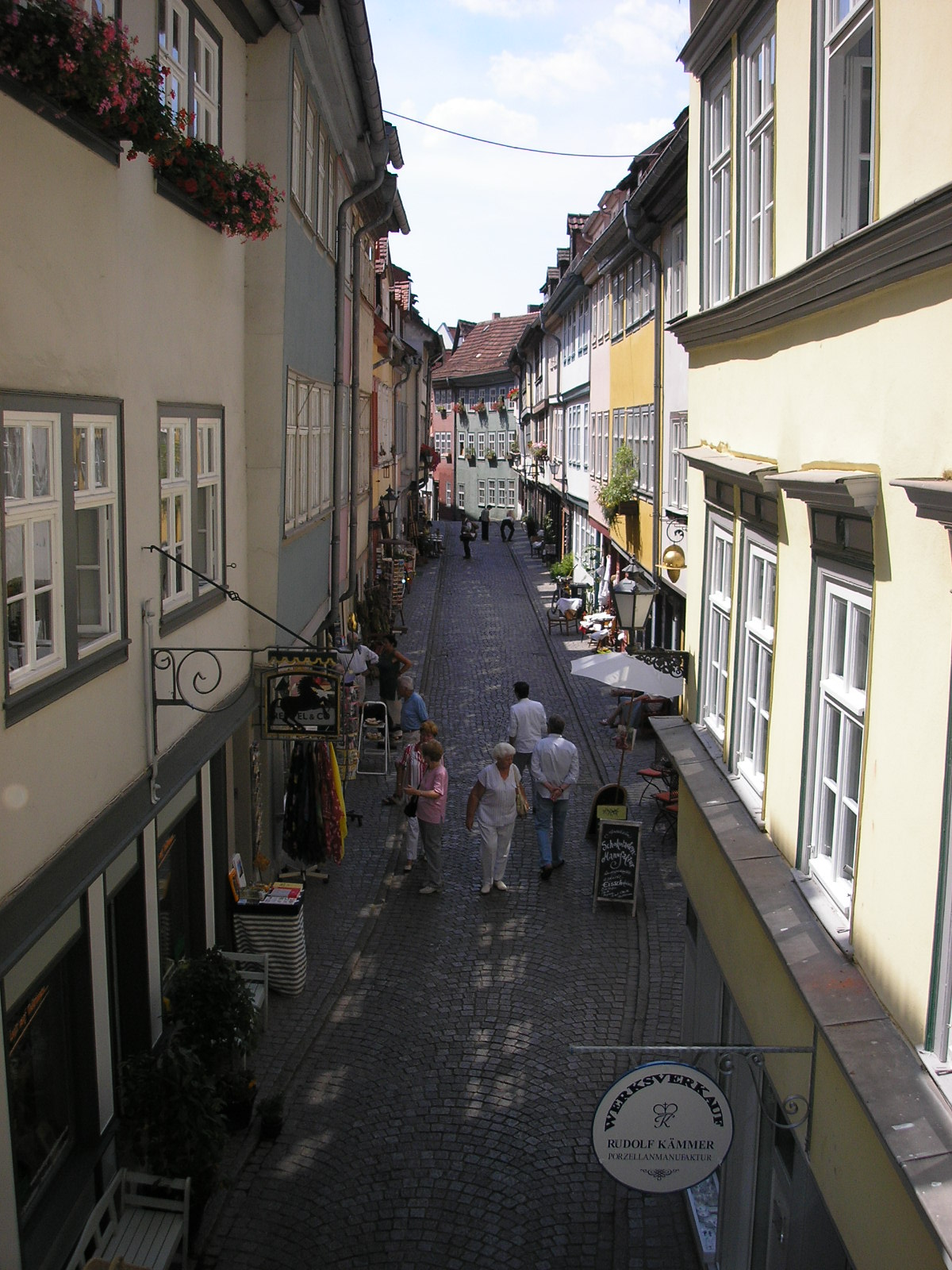
Krämerbrücke von innen

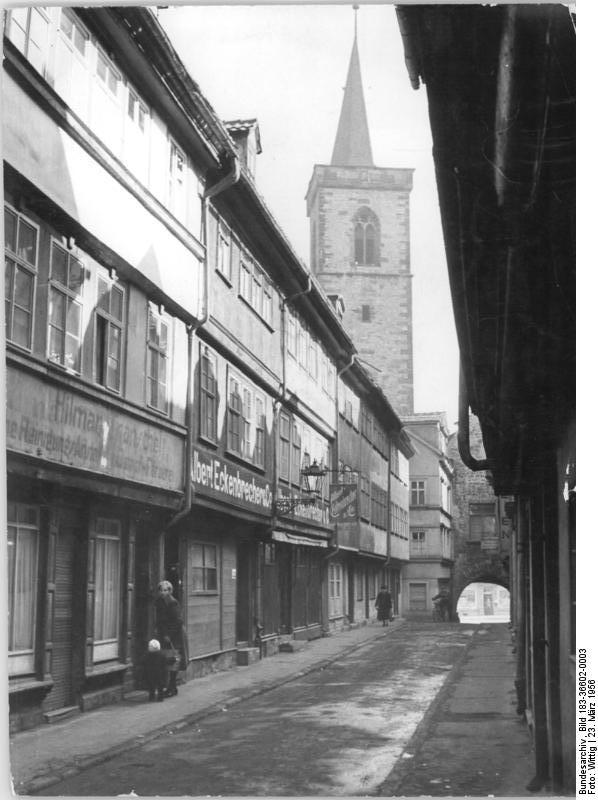
Krämerbrücke 1956

## Heutige Krämerbrücke
Heute befinden sich in den 32 Häusern meist Läden für Kunsthandwerk und Antiquitäten. Bis auf die Häuser 15, 20, 24 und 33 sind alle Gebäude im Besitz der Stadt Erfurt. Das Bauwerk war und ist ein Touristenmagnet.
Die Stadt Erfurt unterhält eine Stiftung zur Erhaltung dieses einmaligen Baudenkmals, die Stiftung Krämerbrücke. Im Haus der Stiftung Krämerbrücke 31 informiert eine Dauerausstellung mit einem Krämerbrückenmodell im Maßstab 1 : 100 über Geschichte und Gegenwart der Krämerbrücke sowie über die für das Bauensemble tätigen Stiftungen:
- Stiftung Krämerbrücke
- Deutsche Stiftung Denkmalschutz Bonn
- Elisabeth und Fritz Thayssen Stiftung Hamburg

Das größte Erfurter Stadtfest ist nach der Brücke benannt – das „Krämerbrückenfest“. Es findet rund um die Krämerbrücke und in der Altstadt jeweils am dritten Wochenende im Juni statt.